# Província de Benevent
La província de Benevent és una província que forma part de la regió de la Campània a Itàlia. La seva capital és Benevent.
Limita al nord amb el Molise (província de Campobasso), a l'est amb la Pulla (província de Foggia), al sud amb la província d'Avellino i la ciutat metropolitana de Nàpols, i a l'oest amb la província de Caserta.
Té una àrea de 2.080,44 km², i una població total de 280.012 hab. (2016). Hi ha 78 municipis a la província.
Els municipis més poblats després de Benevent són Montesarchio, Sant'Agata de' Goti, San Giorgio del Sannio, Airola i Telese Terme.
Altres municipis de la província:
Cusano Mutri.